# I'm Easy
I'm Easy es una canción del año 1975 escrita y cantada por el compositor estadounidense Keith Carradine para la película Nashville, ganadora del premio Óscar a la mejor canción original de dicho año. Posteriormente, Carradine hizo una versión más rápida que llegó a ser muy popular en 1976.

## Descripción
La segunda versión de esta canción fue lanzada al mercado en mayo de 1976 por la compañía discográfica ABC Records. Está clasificada como de género pop folk, con una duración de 2 min 59 s.
En la lista de las 100 canciones más representativas del cine estadounidense realizada por el American Film Institute quedó en el puesto número 81.